# Dead or Alive 2
Dead or Alive 2 (japanska: デッドオアアライブ2 Hepburn: Deddo oa Araibu Tsū?), officiellt förkortat till DOA2, är ett fightingspel utvecklat av Team Ninja och utgivet av Tecmo. Det är det andra spelet i Dead or Alive-serien och är uppföljare till Dead or Alive. Spelet släpptes ursprungligen till arkad 16 oktober 1999 i Japan, men porterades sedan 2000 till Dreamcast för en internationell utgivning, samt till Playstation 2 i Japan. Senare under året släpptes även en uppdaterat version internationellt till Playstation, med titeln DOA2: Dead or Alive 2 i Europa och DOA2: Hardcore i resten av världen.

## Mottagande
Spelet har fått ett väldigt positivt mottagande. Dreamcast-versionen har en sammanställd poäng av 91,37 % på Gamerankings, medan Hardcore-version till Playstation 2 har sammanställda poäng av 87,38 % på Gamerankings och 91 av 100 på Metacritic.